# Fort Lowell (Nouveau-Mexique)
Pour les articles homonymes, voir Fort Lowell.
Fort Lowell est un ancien poste militaire de la United States Army établi le 6 novembre 1866 sur le rio Chama (en), près de la ville actuelle de Tierra Amarilla au Nouveau-Mexique. Il était destiné à protéger la région des déprédations des Utes.
Initialement dénommé Camp Plummer, il fut renommé le 13 juillet 1868 en l'honneur du brigadier général Charles Russell Lowell (en) mort le 20 octobre 1864 des suites de blessures reçues lors de la bataille de Cedar Creek en Virginie.
Le fort fut abandonné le 27 juillet 1869, l'armée considérant les Utes entièrement pacifiés.